# Bernabé Rivera
Juan Esteban Rivera, conocido como Bernabé Rivera, (Durazno, Virreinato del Río de la Plata, 1795 – Yacaré Cururú, actual Bernabé Rivera, Artigas, Uruguay, 1832) fue un militar uruguayo. Era sobrino de Fructuoso Rivera, dos veces presidente de Uruguay.

## Biografía
Aunque figura en muchos sitios como hermano menor de Fructuoso Rivera, era su sobrino, hijo natural de su medio hermana María Luisa Rivera y del brasileño Alejandro Duval muerto hacia 1815.
La familia lo crio ocultando su origen (fue bautizado el 11 de junio de 1795 con el nombre de Juan Esteban y como hijo natural de Pablo Pefaran de la Rivera – padre de Fructuoso Rivera-; el 11 de junio es el día de San Bernabé), lo que explica el error de filiación. Los propios Bernabé y Fructuoso, que se daban trato de hermanos, contribuyeron al malentendido. 
Con 16 años, a finales de 1811 (ya iniciada la Revolución Oriental), se presenta a su tío, escapado del hogar de su abuelo, y Fructuoso Rivera lo conservó consigo.
En 1818 era ya un soldado destacado y ostentaba el grado de teniente. Cae prisionero el mismo año, fue enviado a la isla das Cobras y luego a Río de Janeiro, donde transcurrió su cautiverio. Liberado en 1820 después del Acuerdo de Tres Árboles, regresó a la Banda Oriental con el grado de capitán y quedó a cargo del regimiento de Dragones de la Unión. Se sumó, siempre siguiendo a su tío, a la Cruzada Libertadora de 1825 y tuvo una destacada participación en la Batalla de Sarandí. Formalizada en 1826 la Guerra del Brasil, con la participación de la Argentina, al igual que su tío se negó a cumplir la orden de dividir las fuerzas orientales; fue tomado prisionero por Carlos de Alvear, quien lo condenó a muerte. Escapó, según parece gracias a la complicidad de Federico Brandsen y a los buenos oficios con José María Luna. Ya a salvo, envió los grillos que le había colocado Alvear, quien ordenó sin éxito que lo persiguieran. Se reunió con su tío en Santa Fe y regresó con las tropas, en 1828, realizaron la conquista de las Misiones Orientales en campaña relámpago y contra la opinión de Juan Antonio Lavalleja, que había enviado a Manuel Oribe en persecución de Rivera. Tras reunirse con Bernabé, Oribe escribió a Lavalleja respaldando la iniciativa de Fructuoso Rivera. Este episodio gesta una fuerte corriente de simpatía entre Oribe y Bernabé (no parece casual que el hijo de Bernabé se llamase Bernabé Manuel y actuase luego dentro del Partido Blanco).
Después de la firma de la Convención Preliminar de Paz en 1828 fue designado jefe del Regimiento de Caballería Nº 3, con el grado de coronel. Durante la primera presidencia de Rivera (1830-1834) su estatura política creció, y se le considera uno de los candidatos a sucederlo. De su actuación por esa época, destaca -entre otras- la fundación de una villa en el departamento de Paysandú, que denominó "San Fructuoso" y que fue el germen de lo que hoy es la ciudad de Tacuarembó, capital del hoy departamento del mismo nombre.
Participa activamente en la Matanza del Salsipuedes acaecida en las puntas del río Queguay Grande (11 de abril de 1831) dirigida por su tío y luego fue enviado por éste hacia el norte del Uruguay en busca del cacique Venado, que había huido junto a otros indígenas. Tras hallarlo logra mediante engaños que lo acompañase junto a sus hombres (no más de una docena) hasta una estancia, donde los asesina a él y luego a otros grupos.
A principios de 1832 hubo una sublevación de pueblos aborígenes guaraníes en Bella Unión (Santa Rosa del Cuareim), la reprimió. El 20 de junio de 1832 dio con un grupo de 16 charrúas, aparentemente comandados por el cacique Polidoro, que emprendió la fuga. Los persiguió con 24 combatientes hasta una hondonada de la cuchilla Yacaré Cururú; en donde perdió la vida junto a otros oficiales y soldados a manos de los indígenas.
Su cadáver fue hallado en un charco, con señales de tortura y con la nariz cortada.
Fue Bernabé hombre de gran apostura física; casado con la brasileña Manuela Benemonte, tuvo dos hijos: Bernabé Manuel Rivera y Antonio Fructuoso Rivera.

## Galería de imágenes

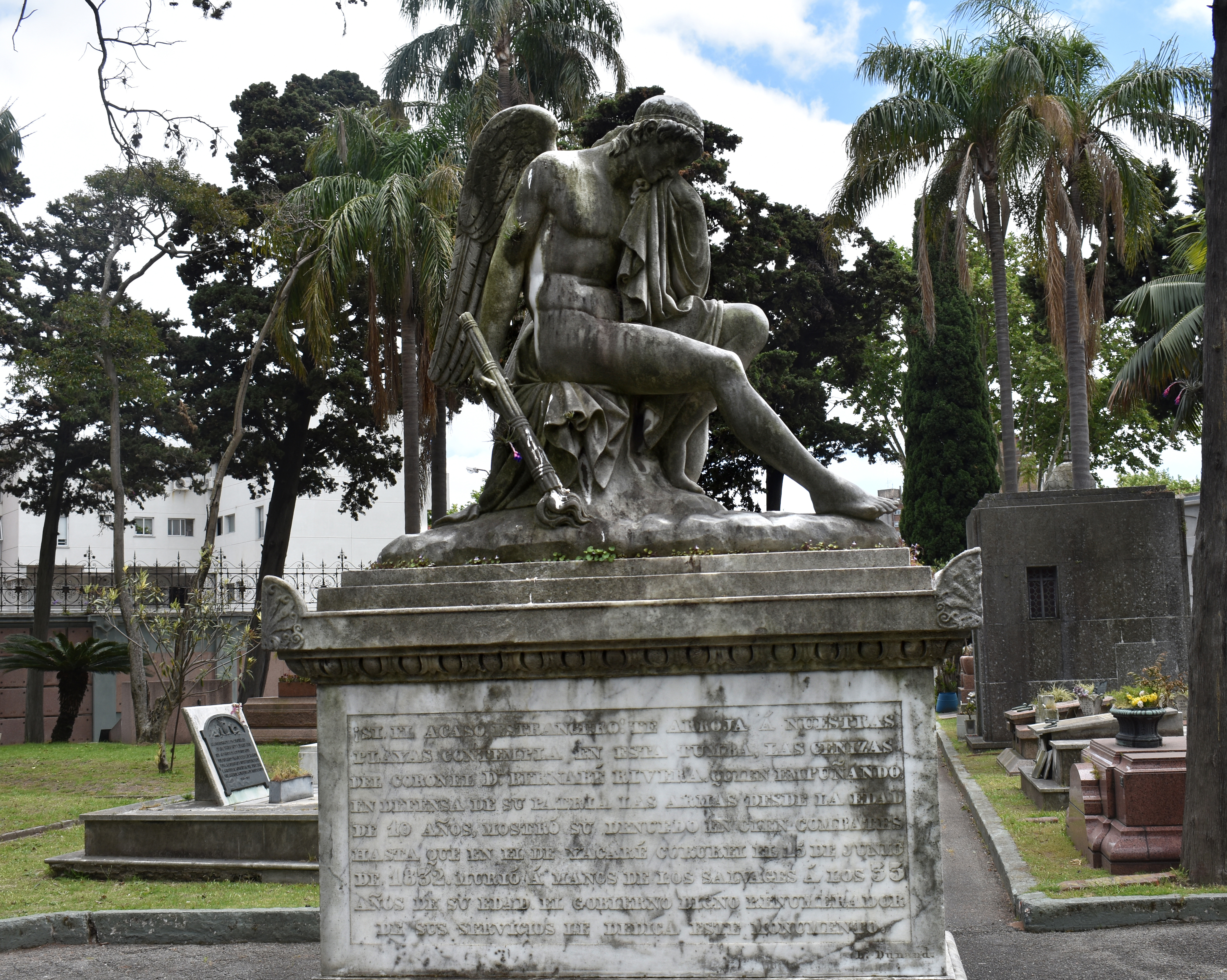
Sepulcro de Don Bernabé Rivera, Cementerio Central, Montevideo, Uruguay